# 克賴頓 (夸祖魯-納塔爾省)
克賴頓是南非的城鎮，位於該國東北部，由夸祖魯-納塔爾省負責管轄，距離伊索波35公里，面積3.49平方公里，2001年人口456，人口密度每平方公里130人。